# Komórki Müllera
Komórki Müllera – rodzaj komórek glejowych występujący w siatkówce kręgowców. Są obiektem zainteresowania neurobiologów m.in. ze względu na zachowany potencjał różnicowania w kierunku wielopotencjalnych komórek prekursorowych.